# Holland euróérmék
A holland euróérmék első sorozatát Bruno Ninaber van Eyben, holland művész tervezte. Ezek Beatrix királynő arcélét ábrázolják. Beatrix 1980-tól 2013-ig volt az ország uralkodója. Arcképe díszítette a 2002 előtt forgalomban lévő holland forintot is. Mind a királynő, mind a forinton szereplő arcképe olyan népszerű volt, hogy szinte közfelkiáltással került át az euróra.
Mivel Beatrix 2013. április 30-án lemondott a trónról fia, Vilmos Sándor javára, így új érméket fognak bevezetni, az új uralkodó arcképével. Az Erwin Olaf által tervezett érméket 2014-től bocsátják ki.
Finnországhoz hasonlóan ma már Hollandia is csak gyűjtők számára bocsát ki egy- és kétcentes érméket.

## Első sorozat
| 1 cent                            | 2 cent  | 5 cent                  |
| --------------------------------- | ------- | ----------------------- |
|                                   |         |                         |
| Beatrix holland királynő arcképe. |         |                         |
| 10 cent                           | 20 cent | 50 cent                 |
|                                   |         |                         |
| Beatrix holland királynő arcképe. |         |                         |
| 1,00 €                            | 2,00 €  | 2 € oldalának bordázata |
|                                   |         |                         |
| Beatrix holland királynő arcképe  |         |                         |

## Második sorozat
| 1 cent                                | 2 cent  | 5 cent                  |
| ------------------------------------- | ------- | ----------------------- |
|                                       |         |                         |
| Vilmos Sándor holland király arcképe. |         |                         |
| 10 cent                               | 20 cent | 50 cent                 |
|                                       |         |                         |
| Vilmos Sándor holland király arcképe. |         |                         |
| 1,00 €                                | 2,00 €  | 2 € oldalának bordázata |
|                                       |         |                         |
| Vilmos Sándor holland király arcképe  |         |                         |